# Nodo semplice

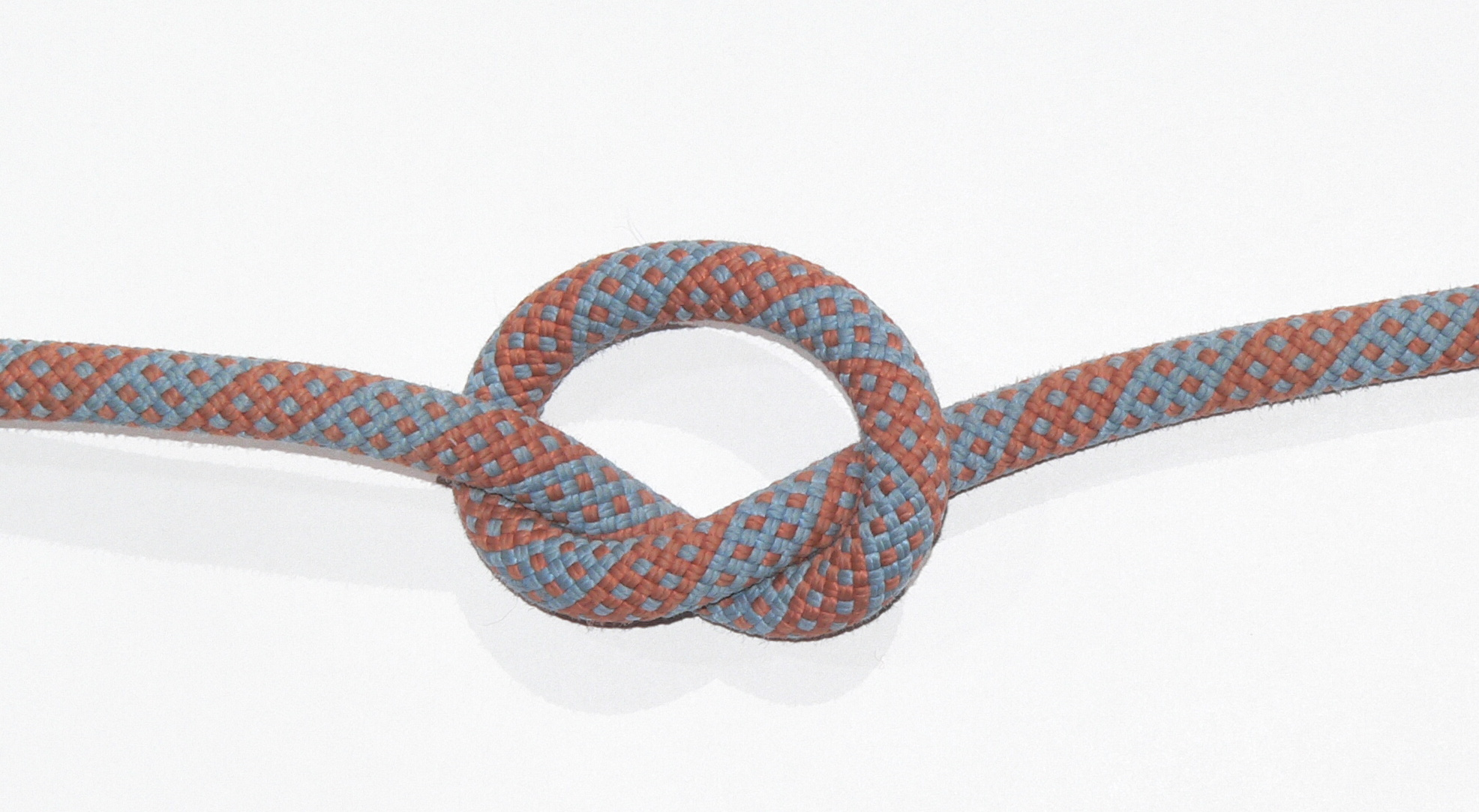
Nodo semplice realizzato su una corda

Il nodo semplice (o nodo singolo o collo), come dice il nome, è uno dei più facili nodi da imparare e più veloce da realizzare.
Appartiene alla tipologia di nodi d'arresto e costituisce la base da cui partire per la costruzione di nodi più complessi.
Con lo stesso nome ci si riferisce anche ad un nodo della cravatta (detto in inglese "four in hand"), il quale ha una modalità di esecuzione differente dal nodo semplice utilizzato in marineria.

## Modalità di esecuzione
Per realizzare un nodo semplice si esegue un "collo" (ovvero un giro completo della corda), quindi si inserisce il "corrente" (ovvero l'estremità della corda che viene fatta girare) nel collo e infine si serra il nodo tirando con forza le due estremità in direzioni opposte.

## Utilizzi del nodo semplice

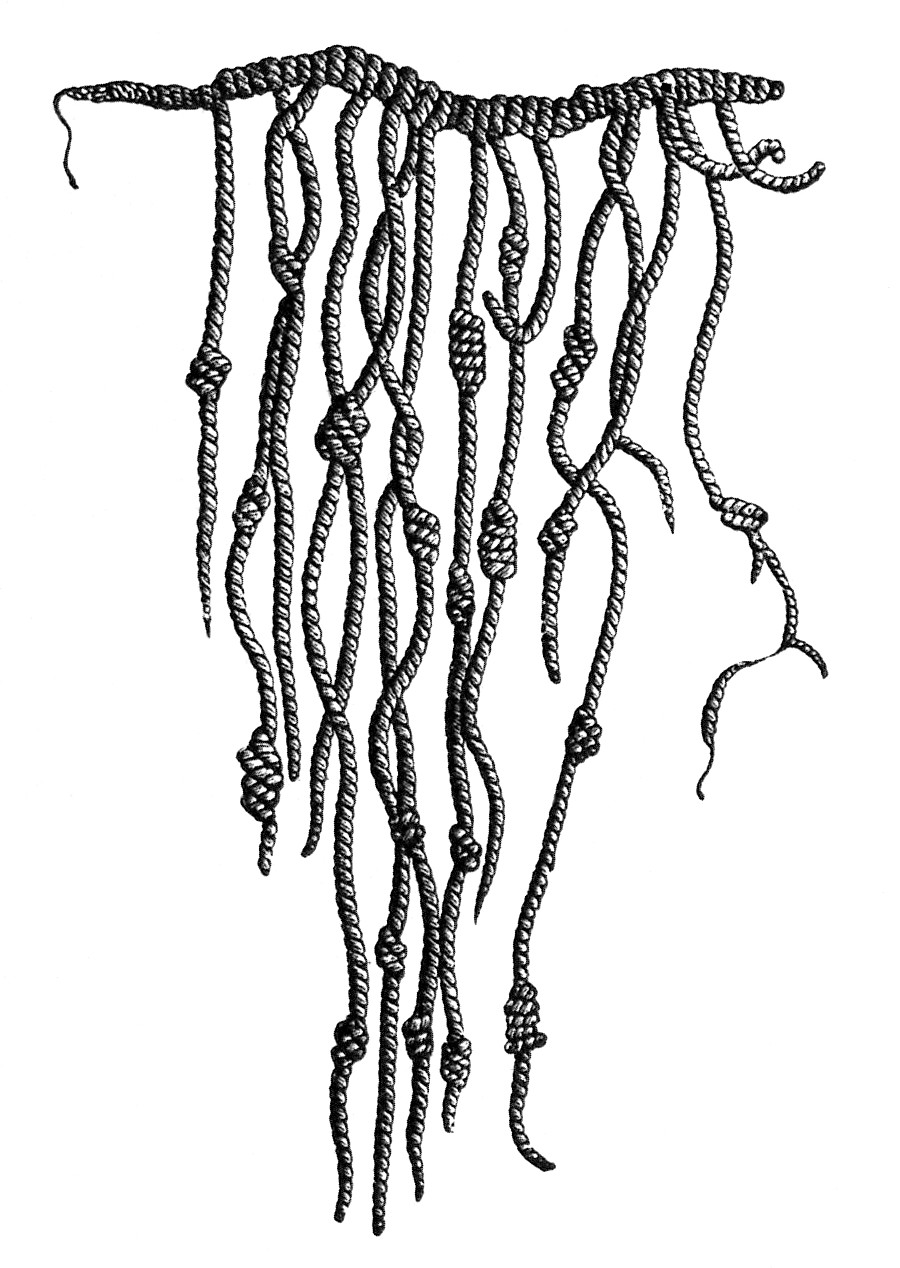
Rappresentazione di un quipu.

In passato il nodo semplice veniva utilizzato dalle civiltà precolombiane del Perù per costruire i quipu, che consisteva in una forma di rappresentazione numerica.
Una delle applicazioni comuni del nodo semplice consiste nel fermare il filo da cucito nella cruna di un ago.
In marineria, il nodo semplice (così come gli altri nodi d'arresto) viene utilizzato durante le manovre dell'imbarcazione.
Viene disposto nelle funi di salvataggio a intervalli regolari, allo scopo di favorire l'arrampicata.
In arrampicata e alpinismo vengono utilizzate molte evoluzioni del nodo semplice, che hanno lo scopo di legare le corde, per esempio il nodo semplice copiato (o nodo fettuccia), il nodo inglese, l'otto inseguito o il nodo galleggiante. Talvolta il nodo semplice viene utilizzato come nodo di blocco di sicurezza sul ramo di una corda che fuoriesce da un altro nodo al fine di impedirne lo scioglimento accidentale.

## Il nodo semplice in araldica

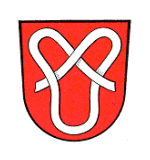
Nodo semplice in uno scudo araldico